# Sura (geslacht)
Sura is een geslacht van vlinders uit de familie wespvlinders (Sesiidae), onderfamilie Sesiinae.
Sura is voor het eerst wetenschappelijk beschreven door Walker in 1856. De typesoort is Sura xylocopiformis.

## Soorten
Sura omvat de volgende soorten:
- Sura chalybea Butler, 1876
- Sura cyanea Hampson, 1919
- Sura ellenbergeri (Le Cerf, 1917)
- Sura ignicauda (Hampson, 1893)
- Sura lampadura Meyrick, 1935
- Sura melanochalcia (Le Cerf, 1917)
- Sura phoenicia Hampson, 1919
- Sura pryeri Druce, 1882
- Sura pyrocera Hampson, 1919
- Sura ruficauda (Rothschild, 1911)
- Sura rufitibia Hampson, 1919
- Sura uncariae Schneider, 1940
- Sura xanthopyga (Hampson, 1919)
- Sura xylocopiformis Walker, 1856